# Helina calens
Helina calens är en tvåvingeart som först beskrevs av Christian Rudolph Wilhelm Wiedemann 1830.  Helina calens ingår i släktet Helina och familjen husflugor. Inga underarter finns listade i Catalogue of Life.